# Moldavia en los Juegos Paralímpicos de Atlanta 1996
Moldavia estuvo representada en los Juegos Paralímpicos de Atlanta 1996 por cinco deportistas masculinos.

## Medallistas
El equipo paralímpico moldavo obtuvo las siguientes medallas:
| Nombre            | Deporte       | Evento                 |
| ----------------- | ------------- | ---------------------- |
| Oro               |               |                        |
| —                 |               |                        |
| Plata             |               |                        |
| —                 |               |                        |
| Bronce            |               |                        |
| Nikolái Tchoumak  | Atletismo     | 10 000 m T12 masculino |
| Vladímir Polkanov | Tenis de mesa | Individual 8 masculino |